# Der Tunnel (Dürrenmatt)
Der Tunnel ist eine Kurzgeschichte von Friedrich Dürrenmatt, die erstmals 1952 im Sammelband Die Stadt. Prosa I – IV im Arche Verlag erschienen ist. Sie zählt zu seinen bekanntesten Werken und zu den „Klassikern“ unter den surrealen Kurzgeschichten.

## Handlung
Protagonist ist ein verträumter vierundzwanzigjähriger Student, der am Anfang der Geschichte wie folgt beschrieben wird:
Ein Vierundzwanzigjähriger, fett, damit das Schreckliche hinter den Kulissen, welches er sah (das war seine Fähigkeit, vielleicht seine einzige) nicht allzu nah an ihn herankomme, der es liebte, die Löcher in seinem Fleisch, da doch gerade durch sie das Ungeheuerliche hereinströmen konnte, zu verstopfen, derart, dass er Zigarren rauchte (Ormond Brasil 10) und über seiner Brille eine zweite trug, eine Sonnenbrille, und in den Ohren Wattebüschel: Dieser junge Mann, noch von seinen Eltern abhängig und mit nebulösen Studien auf der Universität beschäftigt, die in einer zweistündigen Bahnfahrt zu erreichen war, stieg eines Sonntagnachmittags in den gewohnten Zug, Abfahrt siebzehnuhrfünfzig, Ankunft neunzehnuhrsiebenundzwanzig, um anderentags ein Seminar zu besuchen, das zu schwänzen er schon entschlossen war.
Doch auf dieser Strecke, die er oft fährt, fällt ihm auf, dass der Zug ungewöhnlich lange durch einen eigentlich sehr kurzen Tunnel rast, den er sonst nie sonderlich bemerkt hat. Die Unruhe des Studenten wächst, während die Mitreisenden nicht beunruhigt sind. Ein mitreisender Engländer meint, sich die Länge der Tunneldurchfahrt damit erklären zu können, dass es sich um den Simplontunnel (den damals längsten der Welt) handele. Der Schaffner versichert auf Anfrage, dass alles in Ordnung sei. Der 24-Jährige stößt zum Zugführer durch, der sich den langen Tunnel nicht erklären kann. Gemeinsam schaffen sie es, zur Lokomotive zu klettern. Der Führerraum ist leer: der Lokomotivführer ist schon nach fünf Minuten abgesprungen, der Zugführer hingegen an Bord geblieben, aus Pflichtgefühl und weil er schon „immer ohne Hoffnung gelebt“ habe. Die Lokomotive gehorcht nicht mehr, die Notbremse funktioniert nicht, und der Zug rast immer schneller und schneller in den dunklen Abgrund. Am Ende sieht der Student – der anfangs noch Wattebäusche und Sonnenbrille trug – dem kommenden Tod mutig ins Auge, wendet den Blick nicht ab: „Was sollen wir tun“ – „Nichts (…) Gott ließ uns fallen, und so stürzen wir denn auf ihn zu.“ In einer zweiten, 1978 veröffentlichten und mittlerweile verbreiteteren Fassung fehlt der letzte Satz; die Geschichte endet mit: „Nichts.“

## Interpretation und Hintergrund
Der in den Abgrund rasende Zug kann als Metapher gedeutet werden für das in geregelten Bahnen verlaufende Leben der Menschen, das auf eine sich deutlich abzeichnende Katastrophe (den Tod, das Nichts oder das Ungewisse) zuläuft. Der plötzlich und unerklärlich in den Alltag eindringende Schrecken in Form eines Zugunglücks zeigt diese Unentrinnbarkeit auf, vor der sich die Menschen hinter dem Alltäglichen verstecken. Der in der ursprünglichen Fassung enthaltene letzte Satz der Geschichte selbst deutet das schreckliche Geschehen als Willen Gottes.
Mit dem Anfang der Geschichte scheint Dürrenmatt den komplizierten Schreibstil von Thomas Manns Roman Zauberberg zu parodieren. Auch inhaltlich gibt es eine Überschneidung: Der Zauberberg beginnt mit der Zugfahrt eines jungen Mannes, der gerne Zigarren raucht.
Beim im ersten Satz der Geschichte genannten Zug „Abfahrt siebzehnuhrfünfzig, Ankunft neunzehnuhrsiebenundzwanzig“ dürfte es sich um den Schnellzug von Bern nach Zürich handeln, der im Erscheinungsjahr der Erzählung zu diesen Zeiten verkehrte.
Bei dem in der Kurzgeschichte erwähnten Tunnel handelt es sich um den Burgdorfer Tunnel. Er ist der einzige, relativ lange Tunnel auf der alten Eisenbahnstrecke Bern–Olten–Zürich. Bei der Lokomotive könnte es sich um eine SBB Re 4/4 I handeln.

## Buchausgaben (Auswahl)
- Der Tunnel. In: Die Stadt. Prosa I–IV. Arche, Zürich 1952 (Erstveröffentlichung, mit 8 weiteren Erzählungen).
- Der Tunnel. Erzählung. Arche, Zürich 1952 (Einzelausgabe).
- Die Erde ist zu schön... Die Physiker – Der Tunnel – Das Unternehmen der Wega. Arche, Zürich 1983, ISBN 3-7160-2000-1.
- Der Hund. Der Tunnel. Die Panne. Erzählungen. Diogenes, Zürich 1998, ISBN 3-257-23061-3 (Werkausgabe, Band 21).
- Der Tunnel und andere Meistererzählungen. Diogenes, Zürich 2011, ISBN 978-3-257-23912-6.
- Der Tunnel. Diogenes, Zürich 2021, ISBN 978-3-257-79137-2.

## Film
- Eine Nacht in Dürrenmatts Tunnel (2013) von Raff Fluri. Kurz-Dokumentarfilm über die Bauarbeiten im berühmten Eisenbahntunnel. https://vimeo.com/79655184
- Der Tunnel (2017) von Christoph Daniel, Marc Schmidheiny. Kurz-Spielfilm https://www.swissfilms.ch/de/movie/der-tunnel/afc6ec7a8c4f463b9084d2198f6952ef